# 1300
1300 (MCCC) byl přestupný rok, který dle juliánského kalendáře započal pátkem.
Podle islámského kalendáře se jedná o roky 699 a 700. Podle hebrejského kalendáře se jedná o roky 5060 a 5061.

## Události
- 22. únor – papež Bonifác VIII. vyhlašuje první svatý rok
- 15. červen – španělské město Bilbao získává královskou nadační listinu
- 17. červen – Katedrála v Turku je vysvěcena
- 1. červenec – zahájení ražby stříbrných grošů
- srpen – svatba Václava II. a polské princezny Richenzy, zvané v Čechách Eliška Rejčka

### Neznámé datum
- Václav II. korunován polským králem, začíná používat titul Král Čech a Polska, vydává zákoník Ius regale montanorum
- Filip IV. Francouzský zahajuje svůj pokus o anektování Flander
- Dante Alighieri se stal priorem Florencie
- peníze užívané ve Florencii se stávají oficiálně první mezinárodní měnou.
- sčítání lidu v Číně zjistilo, že v zemi žije okolo 60 milionů obyvatel
- v Malé Asii se konstituují základy státu osmanských Turků
- Amsterodam se stal městem (alternativou je rok 1301)
- Londýn má 50 000–100 000 obyvatel

### Probíhající události
- 1286–1306 – Druhé skotské interregnum

## Narození
- 1. června – Tomáš, 1. hrabě z Norfolku, syn anglického krále Eduarda I. († 4. srpna 1338)
- 27. září – Adolf Falcký, rýnský falckrabě († 29. ledna 1327)
- 22. prosince – Chošila, císař říše Jüan a veliký chán mongolské říše († 30. srpna 1329)
- ? – Dětřich z Portic, arcibiskup magdeburský, rádce Karla IV. († 17. prosince 1367)
- ? – Jan III. Brabantský, brabantský vévoda († 1355)
- ? – Johana z Pfirtu, vévodkyně rakouská († 15. listopadu 1351)
- ? – Robert Burgundský, hrabě burgundský († 1315)
- ? – Johannes Tauler, německý mystik a kazatel († 1361)
- ? – Žofie Braniborská, brunšvicko-lüneburská vévodkyně († 1356)
- ? – Jaunutis, litevský velkokníže († po roce 1366)
- ? – Kęstutis, litevský velkokníže († 15. srpna 1382)
- ? – Asporça Hatun, druhá manželka osmanského sultána Orhana I. († 1362)
- ? – Ibn Kathir, syrský islámský učenec († 1373)

## Úmrtí
- 14. ledna – Isabela z Lusignanu, paní z Beauvoir-sur Mer a Mercillac (* 1234)
- 29. srpna – Guido Cavalcanti, italský básník (* 1259)
- září – Manfréda z Pirovana, italská šlechtična a náboženská vůdkyně (* ?)
- 4. prosince – Albrecht III. Braniborský, markrabě braniborský (* cca 1250)
- ? – Edmund z Cornwallu, hrabě z Cornwallu (* 1249/1250)
- ? – Jan I. Norimberský, purkrabí
- ? – Trần Hưng Đạo, vietnamský vojevůdce (* 1228)
- ? – Berengarie Kastilská, kastilská infantka a řeholnice (* 1253)
- ? – Adenet le Roi, francouzský básník (* asi 1240)
- ? – Anežka z Obřan, moravská šlechtična (* ?)
- ? – Alfons, pán z Leirii, portugalský šlechtic (* 1288)
- ? – Vilém z Nangis, francouzský mnich z benediktinského opatství sv. Diviše (* ?)

## Hlavy států
- České království – Václav II.
- Moravské markrabství – Václav II.
- Svatá říše římská – Albrecht I. Habsburský
- Rakouské vévodství – Rudolf I. Habsburský
- Polské království – Václav II.
- Uherské království – Ondřej III.
- Litevské velkoknížectví – Vytenis
- Moskevské velkoknížectví – Daniil Alexandrovič
- Byzantská říše – Andronikos II. + Michael IX.
- Srbské království – Štěpán Uroš II.
- Chorvatské království – Ondřej III.
- Albánské království – Filip I. z Taranta
- Papežský stát – Bonifác VIII.
- Sicilské království – Fridrich II. Sicilský
- Neapolské království – Karel II. Neapolský
- Portugalské království – Dinis I. Portugalský
- Kastilské království – Ferdinand IV. Kastilský
- Aragonské království – Jakub II. Aragonský
- Brabantské vévodství – Jan II. Brabantský
- Savojské hrabství – Amadeus V. Savojský
- Francouzské království – Filip IV. Sličný
- Anglické království – Eduard I. Dlouhán
- Skotské království – 2. interregnum
- Irské království – Brian mac Eochada
- Norské království – Haakon V. Magnus
- Švédské království – Birger Magnusson
- Dánské království – Erik VI.